# Pavel Chaloupka
Pavel Chaloupka (Most, 1959. május 4. – Chomutov, 2025. május 23.) csehszlovák válogatott cseh labdarúgó, középpályás.

## Pályafutása

### Klubcsapatban
A CHZ Litvínov korosztályos csapatában kezdte a labdarúgást. 1976 és 1978 között a Sklo Union Teplice, 1978 és 1980 között az FVTJ Tábor labdarúgója volt. 1980-ban a kötelező sorkatonai szolgálata alatt a Dukla Praha játékosa volt. 1980 és 1988 között a Bohemians Praha csapatában szerepelt. Tagja volt az 1982–83-as idény bajnokcsapatának és a bajnokság gólkirálya is ő lett 17 góllal. 1988 és 1990 között a nyugatnémet Fortuna Düsseldorf, 1990–91-ben az FC Berlin játékosa volt.

### A válogatottban
1981 és 1987 között 20 alkalommal szerepelt a csehszlovák válogatottban és két gólt szerzett. Tagja volt 1982-es spanyolországi világbajnokságon részt vevő csapatnak.

## Sikerei, díjai
Bohemians Praha
- Csehszlovák bajnokság
  - bajnok: 1982–83
  - gólkirály: 1982–83 (17 gól)